# Nikichtané
Nikichtané ou Nikištane (en macédonien Никиштане, en albanais Nikishtani) est un village situé à Ǵorče Petrov, une des dix municipalités spéciales qui constituent la ville de Skopje, capitale de la Macédoine du Nord. Le village comptait 1114 habitants en 2002. C'est un village à large majorité albanaise. Il est situé à proximité d'Orman et de Volkovo ainsi que du périphérique de Skopje.

## Démographie
Lors du recensement de 2002, la municipalité comptait :
- Albanais : 1113
- Macédoniens : 0
- Autres : 1